# مفوضية الرايخ - القوقاز
مفوضية الرايخ - القوقاز (بالروسية: Рейхскомиссариат Кавказ)‏، كما وردت في Kaukasien، كان الانقسام السياسي النظري ونظام الاحتلال المدني المخطط لألمانيا في المناطق التي تم فتحها في القوقاز خلال الحرب العالمية الثانية. على عكس التجارب الأربع الأخرى المزمعة لمفوضيات الرايخ، في حدود مفوضية القوقاز المقترحة، سيتم تنفيذها بعدة أشكال مختلفة من الحكم الذاتي لـ«مجموعات السكان الأصليين». 

## التخطيط النظري لمقاطعة القوقاز الألمانية
من الناحية النظرية، ضم نظريا كل من شمال وجنوب القوقاز، وكذلك أجزاء من جنوب روسيا وصولا لنهر فولغا. المدن الكبرى التي ستدرج هي روستوف وكراسنودار ومايكوب في الغرب، ستافروبول، استراخان وأليستا وماخاتشكالا في الشرق، وغروزني ونالتشيك وفلاديكافكاز ويريفان وباكو في الجنوب. كانت الإدارة المدنية للإقليم في تبليسي وجورجيا.

### تورط تركي
فكر هتلر إستراتيجيا بتركيا بدور حليف يحمي الجناح الجنوبي لألمانيا من بقايا الاتحاد السوفياتي المهزوم.  في 17 مارس 1941، صرح هتلر في مناقشة مع فرانز هالدر وأدولف هيوسنجر بأن تركيا كانت ستحصل على أراضي في القوقاز (ربما في القوقاز ككل) كمكافأة لمساعدة المحور، على الرغم من أن المناطق كانت «مستغلة» من ألمانيا.   في أغسطس 1941، اقترح هتلر على السفير التركي في برلين هوسريف جيريدي ‏ أن تقوم تركيا بضم المناطق التركية في الاتحاد السوفيتي.  في منتصف عام 1942، واجه فرانز فون بابن، السفير الألماني في أنقرة، المزيد من التحدي من قبل رئيس الوزراء أوكرو ساراكو أوغلو ووزير الخارجية نعمان مينيمشيوغلو بشأن مستقبل الأقليات التركية في الاتحاد السوفيتي.  تضمنت الخطط التركية إنشاء سلسلة من الدول العازلة على طول الحدود التركية الألمانية المستقبلية ونطاق نفوذ يمتد على هذه الدول. ومع ذلك، لم يكن هتلر مستعدًا لتقديم تنازلات إقليمية للبلد قبل أن يلتزم بالكامل بمعسكر المحور.